# Parlementair onderzoek financieel stelsel
De Tijdelijke commissie onderzoek financieel stelsel, ook commissie-De Wit genoemd, was een onderzoekscommissie van de Nederlandse Tweede Kamer. De commissie deed naar aanleiding van de kredietcrisis onderzoek naar de (oorzaak van de) problemen in het financiële stelsel, en naar de maatregelen die waren genomen door het Nederlandse kabinet.

## Voorgeschiedenis
Met 'de kredietcrisis' wordt verwezen naar de crisis op de financiële markten vanaf de zomer van 2007. Door de stagnerende huizenmarkt in de Verenigde Staten werden de als obligaties verpakte gebundelde hypotheken in het laagste segment (subprime) in een snel tempo minder waard. Hierdoor kwamen financiële instellingen in problemen en werden er uiteindelijk honderden miljarden afgeschreven op gekochte obligaties. Doordat onduidelijk was welke instellingen hierdoor in de problemen zouden komen, droogde de interbancaire geldmarkt op; banken leenden elkaar geen geld meer. Verschillende banken werden genationaliseerd, gingen failliet of werden overgenomen. Het opmerkelijke aan de kredietcrisis is dat verschillende negatieve ontwikkelingen op deelmarkten elkaar versterkten.
De ontwikkelingen bedreigden al snel het ongestoord functioneren van het internationale financiële systeem, en ingrijpen van nagenoeg alle centrale banken bleek noodzakelijk. Vanaf oktober 2008 namen diverse overheden op grote schaal rechtstreeks deel in het risicodragend kapitaal van banken.

## Commissie
De commissie werd ingesteld op 24 juni 2009. De volgende personen maakten deel uit van de commissie:
- Jan de Wit (SP) - voorzitter
- Luuk Blom (PvdA)
- Helma Neppérus (VVD)
- Fatma Koşer Kaya (D66)
- Ernst Cramer (ChristenUnie)
- Dion Graus (PVV) - voortijdig opgestapt
- Jan Schinkelshoek (CDA) - ondervoorzitter
- Jolande Sap (GroenLinks)
- Edith Schippers (VVD)

Het eerste deel van het onderzoek (naar de problemen en de oorzaken) werd op 10 mei 2010 afgesloten met de aanbieding van het rapport "Verloren krediet".
Veelgehoorde kritiek op de tijdelijke commissie was, dat deze niet kritisch genoeg was door gebrek aan deskundige kennis. Toch bevatte de commissie een econoom, Jolande Sap.
De Tweede Kamer besloot echter tot het instellen van de parlementaire enquêtecommissie om de commissie de gelegenheid te geven de ondervraagden "onder ede" te kunnen horen.
Het tweede deel (het onderzoek naar de genomen maatregelen), de Parlementaire enquête naar het Financieel Stelsel genaamd, werd in het najaar van 2010 ingesteld.
De commissie-De Wit begon op 18 januari 2010 met de openbare verhoren.

## 1e rapport: "Verloren krediet"
In het op 10 mei 2010 uitgebrachte eerste deel van het rapport onder de titel "Verloren krediet" concludeerde de commissie dat de minister van Financiën, Wouter Bos, en De Nederlandsche Bank, onder leiding van Nout Wellink, ten onrechte een verklaring van geen bezwaar hadden afgegeven voor de overname van ABN AMRO, en dat DNB te soepel was geweest bij de toelating van de IJslandse bank Icesave tot de Nederlandse markt. Zij deden te weinig om de uitkomst van het overnameproces van de bank anders te laten zijn.
De commissie deed de aanbeveling het toezicht op de financiële sector te verscherpen. Er diende een Europese toezichthouder te komen. Nuts- en zakenactiviteiten van banken dienden te worden gescheiden.
Een ander belangrijk punt is de kritiek van de commissie op de bonuscultuur in de financiële wereld, waardoor het halen van omzet (targets) bij banken en bijbehorend eigen belang belangrijker werden dan het veiligstellen van het uitgeleende kapitaal. Daarbij kwam het in geringe mate blijk geven van een kritische kijk op de eigen rol van de banken in het ontstaan van de problemen en het falen van het voorkomen ervan.

## 2e rapport: Eindrapport - "Verloren krediet II – de balans opgemaakt"
Op 11 april 2012 werd dit tweede rapport openbaar gemaakt. Dit rapport was wel een echte parlementaire enquête. Voor meer informatie, zie het artikel Parlementaire enquête naar het Financieel Stelsel.
In haar eindrapport concludeerde de enquêtecommissie dat de Nederlandse autoriteiten grote fouten hadden gemaakt bij de miljardeningrepen rond Fortis/ABN AMRO en ING. Beide financiële instellingen waren in het najaar van 2008 door eigen toedoen in ernstige problemen gekomen, waardoor de financiële stabiliteit in Nederland in gevaar was gekomen. Het ministerie van Financiën en De Nederlandsche Bank waren onvoldoende voorbereid geweest op een crisis van een dergelijke omvang en waren door de crisis overrompeld. De Staat was gedwongen geweest tot grootschalige reddingsacties. De Tweede Kamer was veelal te laat en onvolledig geïnformeerd, aldus het eindrapport.